# Massachusetts (chanson)
Pour les articles homonymes, voir Massachusetts (homonymie).
Singles par Bee Gees (R.-U.)
To Love Somebody
(1967) World
(1967)
Singles par Bee Gees (É.-U.)
Holiday
(1967) Words
(1968)
Massachusetts est une chanson du groupe britannique Bee Gees sortie en single en 1967. Écrite par Barry Gibb, Robin Gibb et Maurice Gibb, la chanson est principalement chantée par Robin Gibb. Elle est parue plus tard sur l'album Horizontal (1968).
Ce single est le premier tube du groupe en Australie et au Royaume-Uni à atteindre la première place du hit-parade. C'est également l'un des singles les plus vendus de tous les temps avec plus de 5 millions d'exemplaires.

## Histoire de la chanson
Massachusetts a été écrite par les frères Gibb à l'hôtel St. Regis de New York alors qu'ils étaient en tournée aux États-Unis. La chanson est une réponse au mouvement du flower power alors en vogue aux États-Unis et marqué par des chansons comme San Francisco (Be Sure to Wear Flowers in Your Hair) de Scott McKenzie. L'idée étant que « les lumières se sont toutes éteintes dans le Massachusetts » (« the lights all went out in Massachusetts ») parce que tout le monde est parti à San Francisco.
La chanson était initialement destinée au groupe australien The Seekers avant que les Bee Gees ne se décident à l'enregistrer eux-mêmes.